# Економска школа Ниш
Економска школа Ниш државна је установа која обавља делатност образовања и васпитања као средња стручна школа економске струке у складу са Уставом Републике Србије, Законом о основама система образовања и васпитања, Законом о средњем образовању и васпитању и Статутом школе.
Установа ради у школској згради са још две средње школе: Трговинском и Угоститељско-туристичком школом. Двориште ове школе је заједничко, од чега Економска школа користи северни део. У згради постоје и две сале за физичко васпитање, које такође користе све три школе. Већа фискултурна сала је реновирана средствима Управе за образовање, спорт и културу.
У делу зграде Трговачке школе лоцирана је и заједничка библиотека, па је отежано доступна нашим ученицима и наставном особљу. Из тог разлога школи је неопходна просторија у којој ће бити смештена и библиотека и медијатека за смештај наставних средстава.
Истурена одељења Економске школе У Дољевцу раде у заједничкој згради са ОШ Вук Караџић, у поподневној смени током целе школске године. 

## Организација школе
Школа у Нишу ради у две смене, а у Дољевцу само у другој смени (по подне).
Распоред часова редовне наставе израђују наставници математике до 1. септембра за наставну годину. Због великог броја наставних предмета, који захтевају поделу одељења на групе и радног времена наставног особља, веома је тешко израдити висококвалитетан распоред часова, али се настоји да се ученици оптимално равномерно дневно оптерете наставним обавезама.
Час одељењског старешине и одељењске заједнице су саставни део распореда часова редовне наставе.
Распоред часова допунске и додатне наставе, као и часова одељењског старешине и одељењске заједнице израђује педагог школе и саставни је део распореда часова редовне наставе. Евиденција одељењске заједнице и одељењског старешине води се у Књизи евиденције редовне наставе, а допунске и додатне наставе у Књизи евиденције осталих ваннаставних активности.
Слободне активности и додатне наставе се одвијају периодично (двонедељно), због природе активности и потреба програма. Распоред одређују задужени наставници а евиденцију воде у посебној Књизи евиденције осталих ваннаставних активности.
Редовна сатница звоњења примењује се стално када је у питању редовна настава, осим у изузетним ситуацијама када је на снази скраћена сатница звоњења.

## Ваннаставне активности
Поред редовне наставе у школи су организоване и различите ваннаставне активности, у циљу задовољавања ученичких потреба за дружењем, забавом, рекреацијом и учењем.
Годишњим планом рада утврђена је организација стваралачких и слободних активности ученика на следећи начин:
- Атлетска секција
- Библиотечка секција
- Драмска секција
- Еколошка секција
- Кошаркашка секција
- Литерарна секција
- Новинарска секција
- Одбојкашка секција
- Организација „Омладина Црвеног крста“
- Планинарска секција
- Пливачка секција
- Рецитаторска секција
- Рукометна секција
- Секција за енглески језик
- Секција за стони-тенис
- Секција за стрељаштво
- Стрит-баскет секција
- Ученичка задруга „Економист“ Економске школе у Нишу
- Ученичке екскурзије
- Фудбалска секција

## Историјат школе
Државна трговачка школа у Нишу је основана 23. маја 1929. године. Државна трговачка академија налазила се у улици 7. Јула.
Места за смештање табле и наставничког стола – катедре није уопште било, тако да, када је било потребно извођење на табли, онда су два ученика морала на прозору да држе таблу, да би трећи писао, а наставничка катедра је била прва ђачка клупа. 
Тек 1939. год. добија своју зграду у Јеронимовој улици. Међу друштвеним организацијама ученика посебну улогу имале су Ђачка задруга и Књижевна дружина “Јован Скерлић”. У ђачкој задрузи су ученици поред економско-комерцијалних послова водили и све евиденције: књиговодство, благајну и др. Ту су се они практично сусрели са пословима који их очекују после завршетка школе.
1979. године зграду у Јеронимовој улици уступа Граду и сели се у новоподигнуту зграду у улици Мајаковског бр.2
Неколико година егзистира као део Економског школског центра, заједно са Угоститељском и Трговачком школом да би се 1989. год. опет издвојила и добила назив Економска школа који носи и данас.
Економска школа од свог настанка до данас дала је друштву око 20 000 економиста средњег нивоа. Известан број њих развио се у познате научне раднике и професоре факултета.

## Смерови
- Економски техничар
- Финансијски техничар
- Банкарски службеник
- Финансијски администратор
- Комерцијалиста

## Галерија
- Једна од учионице школе
- Економска школа
- Економска школа
- Банкарски службеник
- Банкарски службеник, кабинет